# Trioxys acericola
Trioxys acericola är en stekelart som beskrevs av Jaroslav Stary och Mackauer 1971. Trioxys acericola ingår i släktet Trioxys och familjen bracksteklar. Inga underarter finns listade i Catalogue of Life.